# Ivankiv, Borîspil
Ivankiv (în ucraineană Іванків) este o comună în raionul Borîspil, regiunea Kiev, Ucraina, formată numai din satul de reședință. În secolul al XIX-lea, satul făcea parte din volostul Ivankiv, uezdul Pereiaslav.

## Demografie
Componența lingvistică a comunei Ivankiv
     Ucraineană (97,02%)
     Rusă (2,6%)
     Alte limbi (0,27%)
Conform recensământului din 2001, majoritatea populației comunei Ivankiv era vorbitoare de ucraineană (97,02%), existând în minoritate și vorbitori de rusă (2,6%).